# Феодорид
Феодори́д Сираку́зский (др.-греч. Θεοδωρίδας ὁ Συρακούσιος, лат. Theodoridas) — древнегреческий поэт второй половины III века до н. э., лирик и эпиграмматист.
Мнасалка из Платеев здесь надгробие, —

        Он творец элегий;

А Муза у него была обрывочком

        Песен Симонида.

И звук пустой, как будто напомаженный,

        В гуле дифирамбов.

Он умер. Так не тронем; а когда б он жил,

        То-то трещал бы!

В Палатинской антологии и Планудовом приложении сохранилось 19 эпиграмм Феодорида. По большей части это эпитафии, как серьёзные, так и шутливые: окрашенная мягким юмором эпитафия поэту Евфориону и откровенно сатирическая — Мнасалку, написанная в редкой стихотворной форме, чередованием шестистопного ямба с трёхстопным хореем.
Афиней упоминает о сочинённых Феодоридом дифирамбе «Кентавры» (Κένταυροι) и песни «К Эроту» (Εἰς Ἔρωτα), комментарий к которой составил Дионисий Лепт.
В стихотворении Мелеагра Гадарского о венке, где стихи полусотни греческих поэтов сравниваются с различными растениями, Феодориду соответствует тимьян.
В русской поэзии вольную интерпретацию двустишия Феодорида о мореплавателе написал Константин Батюшков («С отвагой на челе и с пламенем в крови…», 1817—1818); более точный перевод этой эпитафии сделал Дмитрий Дашков («В бурных волнах я погиб…», 1825).